# ذئبة حمامية متورمة
الذئبة الحمامية المتورمة حالة نادرة ولكنها مميزة يعاني فيها المرضى من لويحات حمامية متوذمة (استسقائية)، عادةً على الجذع.
أُبلغ عن الذئبة الحمامية المتورمة من قبل هنري جوجيروت وبورنير آر. في عام 1930. تعد اضطرابًا جلديًا حساسًا للضوء، وهي نوع فرعي من الذئبة الحمامية الجلدية مختلف عن الذئبة الحمامية القرصية أو الذئبة الحمامية تحت الحادة. عادةً ما تُشاهد الذئبة الحمامية المتورمة في مناطق الجسم المعرضة للشمس. تتمثل الآفات الجلدية بحطاطات ولويحات حلقية متوذمة تشبه الشرى. لا تعد الكورتيكوستيرويدات الموضعية فعالة لعلاج الذئبة الحمامية المتورمة، لكن الكثير منها يستجيب للكلوروكين. تختفي الذئبة الحمامية المتورمة ضمن الجلد الطبيعي، بدون ترك ندبات أو فرط التصبغ أو نقص التصبغ. قد لا يستجيب مدخنو السجائر المصابون بهذا المرض بشكل جيد للكلوروكين.
اقتُرح أنها تعادل ارتشاح جيسنر الجلدي اللمفاوي.

## العلامات والأعراض
العرض المميز للذئبة الحمامية المتورمة هو لويحات حمامية متوذمة تفتقر إلى التقرح أو القشور. على النقيض من الذئبة الحمامية القرصية، لا يوجد ضمور أو تندب أو انسداد جريبي. عادةً، يتأثر الجلد المعرض للعوامل الجوية، مثل الوجه والجزء العلوي من الصدر (توزع رقبي على شكل حرف في) وأعلى الظهر والذراعين الممددين والكتفين بالذئبة الحمامية المتورمة. مع ذلك، وُثقت حالات نادرة تؤثر على الأطراف السفلية. تظهر هذه الحالة عادةً في فصل الصيف في المناخات المعتدلة.
يمكن لحطاطات ولويحات الذئبة الحمامية المتورمة أن تشكل نمطًا حلقيًا لدى بعض المرضى، يشبه الذئبة الحمامية الجلدية الحلقية تحت الحادة، مع درجة أقل من التوذم في المركز. يعد توزع بلاشكو وإصابة فروة الرأس الشبيهة بالثعلبة والانتفاخ حول المحجر علامات أقل شيوعًا للذئبة الحمامية المتورمة.

## الأسباب
لا يوجد حاليًا أي مسببات فريدة معروفة للذئبة الحمامية المتورمة. مع ذلك، تبين أن بعد المحرضات مثل التعرض للأشعة فوق البنفسجية قد تؤدي إلى تفاقم آفات الذئبة الحمامية المتورمة. أثار ارتباطها بأمراض المناعة الذاتية جدلًا؛ إذ يمكن البدء بفحوصات المناعة الذاتية في حالة الاشتباه في الإصابة بأحد أمراض المناعة الذاتية. اقتُرح أن خلل التنظيم المناعي يؤدي إلى تثبيط الخلايا التائية. تبين وجود ارتباط بين هذه الحالة والتدخين واستخدام الأدوية مثل مدرات البول الثيازيدية والأضداد وحيدة النسيلة ومثبطات الإنزيم المحول للأنجيوتنسين ومناهضات عامل نخر الورم والعلاج المضاد للفيروسات القهقرية عالي الفعالية.

## التشخيص
يعد تحديد الأعراض السريرية المتسقة والنتائج التشريحية المرضية أساس تشخيص الذئبة الحمامية المتورمة. تعد نتائج الاختبار الضوئي التحريضي والاستجابة للأدوية المضادة للملاريا من الاختبارات الإضافية التي لا تكون مطلوبة عادةً ولكنها قد تؤكد التشخيص.
تعكس معايير التشخيص المقترحة النتائج الرئيسية في الذئبة الحمامية المتورمة:
- سريريًا -لويحات حمامية ذات سطح أملس عصارية، تشبه الشرى، في المناطق المعرضة للشمس.
- نسيجي -لا يوجد أي إصابة في البشرة أو تغيرات في السطح ما بين الأدمة والبشرة. بدلًا من ذلك، هناك ارتشاح لمفاوي حول الأوعية الدموية وحول الملحقات وترسب موسيني خلالي، وفي حالات معينة، خلايا متعادلة متفرقة.
- الاختبار الضوئي -تكاثر الآفات الجلدية بعد التعرض للأشعة فوق البنفسجية إيه و/أو الأشعة فوق البنفسجية بي.
- العلاج -علاج سريع وفعال بلأدوية المضادة للملاريا.

## العلاج
تشمل علاجات الخط الأول الحماية من الضوء ومثبطات الكالسينيورين الموضعية والكورتيكوستيرويدات داخل الآفة و/أو الموضعية. يجب استخدام الأدوية المضادة للملاريا مثل هيدروكسي كلوروكوين أو الكلوروكين جزءًا من العلاج الجهازي للمرضى الذين لا يستجيبون للعلاج التحفظي أو الذين يعانون من مرض شديد. يعد كل من الميثوتركسيت أو الميكوفينولات موفيتيل مع مكملات حمض الفوليك أمثلة على علاج الخط الثاني. إذا كانت جميع العلاجات السابقة غير فعالة، يمكن النظر في علاجات الخط الثالث مثل الثاليدوميد أو الليناليدوميد. يوجد علاج فعال آخر للحالات المستعصية هو الليزر الصبغي النبضي. يجب اتخاذ تدابير لتجنب المحرضات بما في ذلك ارتداء واقي الشمس والامتناع عن التدخين، بهدف منع انتكاس الآفات لدى هؤلاء المرضى.